# میک بیتس (بازیکن فوتبال انگلیسی)
میک بیتس (انگلیسی: Mick Bates; ۱۹ سپتامبر ۱۹۴۷ – ۱۲ ژوئیهٔ ۲۰۲۱) بازیکن فوتبال اهل بریتانیا بود.
از باشگاه‌هایی که در آن بازی کرده‌است می‌توان به باشگاه فوتبال دونکستر راورز، باشگاه فوتبال لیدز یونایتد، باشگاه فوتبال والسال، و باشگاه فوتبال برادفورد سیتی اشاره کرد.